# ヒカリノモリ
『ヒカリノモリ』とは、2012年10月1日から12月24日まで日本テレビ（関東ローカル）で放送されていたミニ番組である。大成建設の一社提供。

## 番組概要
毎週1つの建造物（ヒカリノモリ）にスポットを当て、昼の姿と夜の姿を通して人々と夜景の関わりについて紹介する。

## 放送履歴
- 1 ホテルニューオータニ
- 2 横浜ベイブリッジ
- 3 東京国際空港
- 4 ホテルオークラ東京
- 5 横浜ランドマークタワー
- 6 国立霞ヶ丘競技場
- 7 京都水族館
- 8 東京都庁舎
- 9 大井競馬場
- 10 浅草花やしき
- 11 日光金谷ホテル
- 12 恵比寿ガーデンプレイス
- 13 東京カテドラル聖マリア大聖堂

## 出演者
- 坂本真綾（ナビゲーター）

## 放送時間
- 月曜日21:54（正式開始時刻は21:56） - 22:00
  - 21時枠の『人生が変わる1分間の深イイ話』や22時枠の『しゃべくり007』の拡大版によって、時間が22:48（正式開始時刻は22:50）にずれる事が有る。